# プラモウォーズ
プラモウォーズは、『コミックボンボン』1994年12月号から1998年4月号に連載された、著者：今木商事、協力：(株)バンダイによる漫画作品。

## 概要
『プラモ狂四郎』や『超戦士ガンダム野郎』などの流れを汲む、プラモデルを題材とした作品。主人公たちが自作のプラモデルをバーチャシミュレーションで競わせるという基本的な展開は同じだが、本作では登場するプラモデルがガンダムシリーズのものにしぼられており、特に市販されているキットをベースに他のキットのパーツを利用した改造プラモが中心となっている。また、『ガンダム野郎』ではパテを使用したり、他のキットからパーツを流用する場合でも大幅に形状を加工したりすることが多々あったが、本作では組み替えや接着など、比較的簡単な改造が主となっている。
『ボンボン』の協力で発売された戦国英雄（せんごくヒーロー）ムシャガンダムシン・ムシャガンダムガイのパッケージには本作のイラストが入っている。

## 物語
ガンプラモデラーがプラリーガーと呼ばれるようになった時代。バトルシミュレーターを用いてガンプラ同士を戦わせることができるバーチャバトルが配備された。無名のプラリーガーだった創勇斗はプラリーガー連続チャンプの怒門恭一に勝利したことが元でプラリーガー界に名が広がり、様々なプラリーガーたちとのバトルを繰り広げていく。

## 主な登場人物
創 勇斗
主人公の小学生。当初は小学五年生で、途中から小学六年生に進級する。性格は元気いっぱいで友情にも厚い熱血漢。バトル時は赤い鉢巻を着用することが多い。
当初は無名のプラリーガーで怒門からはミーハー呼ばわりされていたが、偶然出会った長谷川指導員に誘われてのバーチャバトルで怒門を破ったことから名が広まるようになり、ゴッドハンズやデビルズヘッドの標的になりながらも、それらを乗り越えていき、ジャパンカップ95で優勝を果たし、チャンプとなった。
プラモ改造の発想力や技術力は人並み以上だが、作中のプラリーガーたちとは大差ない。ただし、バーチャバトルにおいては機転をよく利かせ、想定外の事態をも乗り切って勝利する。機体性能を十二分に引き出す「パイロット」としての才能が、作中のプラリーガー随一といえる。
上記のことから頭は良い方なのだが、勉強に関しては興味が乏しいため、低成績をマークしている。また、色恋沙汰にも疎く、「バレンタインデー」や「婚約者」という言葉の存在すら知らない。
最終回において長谷川指導員の推薦でGタワーの少年指導員になった。
醍醐 浩一
勇斗のクラスメート。メガネの大人しい少年で勇斗とは正反対の性格ながらも仲が良く、ボケ気味な勇斗へのツッコミ役な面もある。一人称は最初は「オイラ」だったが途中から「僕」になった。また、苗字が判明したのはGタワー編になってから。
Gタワー編から本格的にプラモを作り出し、堅実な作成と創意工夫を凝らして、慢心していた勇斗を倒したこともある。
同年代の女性に弱いところがあり、嶺院のゴッドハンズ時代のバトルコスチューム姿を思い出したり、中島にドギマギしたりした（中島が男だと知ったときはかなりのショックを受け、帰りの車内では一言も喋れない状態にまで陥ったほど）。
有悟 祐二
バーチャバトル99連勝で名を轟かせたプラリーガー。当初はゴッドハンズのメンバーとして登場。
勇斗に敗れてゴッドハンズを破門され、以降行動を共にしている。
巨体で大人びて見えるが、勇斗達と同い年。幽霊の類が苦手。
嶺院 ミカ
プラリーガー少女部門チャンピオン。当初はゴッドハンズのメンバーとして登場。
有伍同様、勇斗に敗れて破門され、彼に好意を持ち、以降行動を共にしている。もっとも、勇斗が人並み外れて恋愛方面に疎いため、美少年の鬼頭や浦見に目がいくこともある。彼女が見る初夢は何らかの形で正夢になる。
スタイルはかなりのもの。作者の今木のHPでは、今でもよく彼女のイラストが描かれている。
長谷川指導員
実在の人物。マスタープラリーガー。プラリーガーシャッフル同盟の一員で、ジャパンカップ編では大会の運営に携わる。
Gタワー編からは、Gタワー本店に勤務。慢心していた勇斗を厳しくも暖かく諌めるエピソードもあった。旧友・柩により、ガンマジンに自身の心を組み込まれてしまうが、勇斗の呼びかけにより自我を取り戻し、ガンマジンから脱した。なお、長谷川は現在もバンダイに在籍しておりホビーセンターにいる。
奥田教授
実在の人物。マスタープラリーガー。シミュレーターの開発担当。ゴッドハンズ編では長谷川指導員に代わって渋々ながら司会をやっていたが、実は司会をやるのが好き。長谷川指導員が真面目な分、彼はコミカルな描写が度々描かれた。
Gタワー編からは、Gタワー本店に勤務。『コミックボンボン』の記事によると、バンダイでの地位は長谷川指導員よりも上だが、作中ではあまり言及されない。なお、奥田は現在は在籍していないとのこと。
店長
勇斗たちの通う模型店「白馬屋」の店長。店がGタワー本店に建て変わった後も店長を勤めている。
勇斗の母
勇斗の母親。大雑把な性格。息子が好きなものに夢中なことは認めてはいるが、勉強をしない息子を叱ることもしばしば。

### ゴッドハンズ編
怒門 恭一
ゴッドハンズのリーダーにして、少年プラリーガー3年連続チャンピオン。関東にて強豪プラリーガーによるチームを結成し、ジャパンカップで名を上げてプラリーガー界を牛耳ろうと企んでいた。
勇斗の近所に引っ越してきた際、一方的に勇斗を挑発。さらには、バトル前に勇斗のガンダムを破壊するという卑劣な手段を用いるが、機体を改修した勇斗の前に敗北する。合流したメンバーを「負けた者は今後一切、プラモ作りを禁ずる」というルールの下に勇斗にぶつけていくが、いずれも勇斗が勝利し、有悟と嶺院は勇斗との友情が芽生えてしまう。ミスターシャッフルの誘いに乗り、勇斗と地保出のバトルに正体を隠して乱入。地保出を犠牲にしてでも勇斗を倒そうとするが、彼の熱さと自分のことも友達だと認めていたことを知った直後、二度目の敗北を迎えるが、己の矮小さを恥じて改心した。以降は自らを見つめ直すべく旅に出るが、時折、変則的な形で勇斗を支援するようになった。
有悟 祐二
嶺院 ミカ
この2人については上記。
地保出 健三
ゴッドハンズのメンバー。キザな性格だが、リーダーである怒門を宥める冷静さも持つ。バーチャバトルではアーミー戦法を得意としていることから、バトル時は迷彩服を着用。勇斗とのバトルでは彼を追い詰めるが、正体を隠した怒門の乱入により三つ巴となり、自身が真っ先に倒されてしまう。この時、負傷したことからジャパンカップには欠場。ゴッドハンズ解散後の動向は不明。
ミスターシャッフル
ゴッドハンズの元に現れた覆面プラリーガー。マスター級の腕前を持ち、シミュレーターを自由に操れる技術も持つ。
その正体は長谷川指導員。

### ジャパンカップ編
北野 嵐
デビルズヘッドの一員。秋田県代表。有悟が99連勝する前に負けた相手で有悟からは「今でも勝てる気がしない」と恐れられていた。別名「鬼殺しの嵐」。デビルズヘッド最初の刺客として勇斗との模擬戦を展開。敗北しながらも友情が芽生える。大会では1回戦で大郷に敗北。敗者復活バトルロイヤルでは仲間の半田に倒された上、リーダーのゾンビコントロールで操られてしまった。バトルロイヤル終了後、デビルズヘッドから離反。
桜小路 綾香
デビルズヘッドの紅一点。京都府代表。嶺院とはプラリーガー少女部門のトップを争うライバルで犬猿の仲。別名「桜吹雪の綾香」。富裕な家の生まれで、黒子隊と呼ばれる諜報部隊を従えている。勇斗との模擬戦を通じて、自分を負かした彼に恋心を抱くようになるが、最終的には黒子隊の弾毬と結ばれた。北野同様に敗者復活バトルロイヤルで仲間の半田に倒された上、デビルズヘッド リーダーにも利用されてしまい、バトルロイヤル終了後、デビルズヘッドから離反した。
大郷 太　
鹿児島県代表。愛犬舞威1と行動を共にしている。デビルズヘッドに誘われながらも断るが、デビルズヘッドは5人チームであることを知り、その事を勇斗たちに教えた。
小角 純
デビルズヘッドの真のリーダー。神奈川代表。鬼頭をリーダーに仕立て上げて、デビルズヘッドのネットワークを構築。最初はキザでナルシストな性格で一人称は「僕」か「私」で口調も慇懃無礼な敬語だったが、本性は荒っぽい性格で一人称も「俺」。ジャパンカップでは本戦で勇斗を破り、ベスト8では嶺院を破るが、準決勝で勇斗に敗北した。ジャパンカップ終了後の消息は不明だったが、ダーク勇斗事件から活動を再開。ダーク勇斗や彼のプラリーガーデータを利用し、勇斗に挑戦し続ける。改心したわけではないが、ガンマジン戦ではプラリーガーたちを勇斗の救援に向かわせた。その理由は当人によれば、勇斗を助ければ少しは人気が出ると思ったから（後述の通り不人気であった）。
ジャパンカップの決勝戦で「オズ」という組織の名前を口にしているが、その組織が登場する事はなかった。
その陰湿さから読者の支持は皆無だったようで、再登場時には「二度と出てきて欲しくない」「ハメてやりたい」などの不評が寄せられた旨が作中のナレーションで語られており、本人も「ほっとけ」と返している。またガンダム作品のみ扱った読者参加コーナー内でも似た内容の投稿が載せられたが作者は単行本の4コマにてネタにしている。
半田 仙太郎
デビルズヘッドの一員。ジェノサイダーの異名を持つデビルズヘッドきっての暴れ者。小角曰く「単細胞」ではあるが、バトルロイヤルでは勇斗と京極以外の参加者21人を瞬殺する実力を見せた。リーダーからは「北野と綾香と協力して勇斗を倒せ」と命じられていたが、勇斗との友情が芽生えた2人を裏切り者として、協力することなく倒した。最終的には自身もリーダーに見限られる。
京極 主水
小角に負けて落ち込む勇斗の元に現れたプラリーガー。MGガンダムを使う。正体は怒門だが、勇斗たちには、その事を明かさずに去った。
鬼頭 俊雄
デビルズヘッドの表向きのリーダー。大阪府代表。気弱ながらもプラモを愛する性格だったが、周囲からのいじめに遭っており、そこを小角につけ込まれて利用されてしまう。バトル前は小角がハッキングで得た対戦相手の情報を与えられ、バトル時は小角直伝のゾンビコントロールも用いた。決勝戦では小角から渡されたバーサーカーモード付きのヘッドレシーバーにより暴走させられてしまうが、勇斗に助けられ、友情が芽生える。バトルは引き分けに終わったが、自らの敗北を認める。

### Gタワー編
三沢
新シミュレーターの開発を手伝うバトルインストラクター。学生服を着用している。データ主義だったが、勇斗とのバトルを経て、プラリーガーハートの大切さに気付く。
五龍 飛丸
五龍組の組長。勇斗たちと大差ない年齢だが、急逝した父の跡目を継いだ。任侠の人であり、プラリーガーでもあるため、背中にはガンダムマーカーで五匹の龍を描いている。彼の父親は昔気質の親分であり、葬儀には多くの人が出席した。
当初はGタワーを「巨大なプラモ専門店」と認識し、建設用地を売った。「プラモは棚に飾って楽しむもの」という理念の持ち主で、Gタワーがバーチャバトルを目玉とする施設と知り、建設を妨害する。しかし、勇斗とのバーチャバトルを通じ、勇斗を「漢（おとこ）の中の漢」とあおぎ、Gタワー建設を認める。
クラッシャーD
覆面姿の少年で大会には出場しない「影のプラリーガー」。実力は一級だが、負けた相手のプラモを壊す鼻つまみ者。Gタワーに現れ、長谷川指導員と奥田教授を負かし、勇斗の代理を務めた浩一も圧倒する。浩一の危機を知って駆けつけた勇斗とのバトルでは勇斗と浩一の連携で敗北した。その正体は怒門で、長谷川指導員に頼まれ、先の浩一戦で自信喪失した勇斗を立ち直らせるための行動だった。
不破哲次郎
不破コンツェルン総帥の御曹司。家のしきたりで婚約者を決めなければならず、その相手に一目惚れした嶺院を選ぶ。
当初は市販プラモの組み立てすら人任せだったが、最終的にフルスクラッチをもこなすほどに技量を上げた。
小さい頃に母親を亡くし、父親は多忙のために滅多に帰ってこない。
レディ安藤
不破の秘書。情報収集で不破を補佐する。
磯野マサル
Gフロントのチャンピオン。一時期都会に住んでいたが、嫌がらせを受けて都会の人間に偏見をもつようになる。
プラモ改造についてはパーツの組み合わせを重視しており、着色を軽んじシール貼りだけで済ませていた。それゆえ、バーチャバトルにて自滅しそうになったが勇斗に救われ、都会の人間やプラモの着色について認識を改める。
中島ひろみ
磯野の友達。一見少女だが実は少年だった。
浦見
首なしΖガンダムの少年。様々な模型コンテストで好成績を納めていたが、ある大会でΖガンダムの首を紛失したために優勝を逃し、その帰り道、交通事故で亡くなってしまった。それから10年後、首なしΖと共に深夜のGタワーに現れて、ガンダムの首を求めるようになるが、その理由は首なしZを完成させたい未練からであり、事情を察した勇斗たちの協力でΖが完成。勇斗たちに礼を言って昇天した。翌日、首なしΖを手にしていた写真も修整されて完成したΖを手にしていた。
浩一の父
浩一の父親。息子がガンプラに夢中なのを良しとせず、Gタワー行きを禁止したが、バーチャ運動会で浩一の真剣さを見て考えを改める。その後は勇斗、嶺院、有悟の母親たちと共にバーチャバトルに熱中するようにもなる。
浩一の母
浩一の母親。浩一は母親似であり、メガネをかけていることも同じ。
嶺院の母
嶺院の母親。娘とは正反対の性格でおっとりしていて恥ずかしがり屋。
有悟の母
有悟の母親。高圧的な女性。
コウタ
ガンダム三魔団の司令役。帽子を被った少年。デスエックスを操縦。
棚橋にXコレクションを奪われ、取り返す為に勇斗に勝負を挑んだ。勇斗を追いつめるが、自分たちの行いに疑問を持った隙を突かれて敗北。その後、勇斗の言葉に勇気づけられ、バーチャバトルで見せたチームプレーで棚橋を叩きのめし、Xコレクションを取り戻した。
勇斗より年下だが、巧妙な作戦立案を誇る。
シゲル
ガンダム三魔団の狙撃役。体型が太めの少年。ファランクスを操縦。
勇斗より年下だが、抜群のチームワークを誇る。
クミ
ガンダム三魔団の引き付け役。コウタ・シゲルよりも更に年下の幼女。エビルマスターを操縦。
コウタを「おにいちゃん」と呼んでいる。
棚橋
不良中学生のプラリーガー。勇斗に負けた腹いせのために、ガンダム三魔団からXコレクションを取り上げ、勇斗と対戦させる。再登場時は不良仲間たちと共にさやかに絡んでいたところを通りすがった有悟に叩きのめされる。有悟のことは勇斗の父親だと勘違いしている。
不破の父
不破の父親。多忙で家にはクリスマスぐらいにしか帰ってこない。3年前のクリスマスの際には帰宅できず、哲次郎はレディとの盛り上がらない地獄のクリスマスパーティーを行うことになった。再びクリスマスに帰宅できなくなったことから哲次郎とケンカになってしまうが、クリスマス当日にレディに電話をかけた際、息子が賑やかなクリスマスを過ごしていることを知る。劇中では声のみの登場。
椎上 鎌之助
正月に勇斗にバトルを挑んできた男性。嶺院が見た初夢の一件から勇斗の命を奪いにきた死神と勘違いされる。大旋鬼頑駄無の独楽（コマ）で勇斗を苦しめるも、独楽を壊されて逆転されてしまった。サングラスの下の瞳はかなり綺麗。
なお、嶺院が初夢で見た死神の正体は息子の手で顔に落書きされたことで怒った勇斗の母であった。
城之内さやか
女子中学生。不良に絡まれていた所を有悟に助けられて、一目ぼれするが、最終的には元の恋人であるヒロシとのよりを取り戻す。
小石川ヒロシ
城之内さやかの恋人。さやかが不良に絡まれた際に醜態をさらし、振られる。
「バーチャバトルで有悟に勝てば、さやかも見直すだろう」と嶺院たちに言われ、プラモに関しては素人でありながら、有悟に挑戦する。有悟の細工もあって、有悟に勝利し、さやかとよりを取り戻す。
ダーク勇斗
奥田教授の作ったCPU勇斗がGタワーに落ちた落雷のエネルギーにより変化して誕生した。「作るのが好き」な勇斗とは一転して「壊すことが好き」な性格。ガンダムに搭乗せずに生身で嶺院のムシャガンダムダン、有悟のムシャガンダムシン、浩一のムシャガンダムコウを破壊し、捕らえた浩一たちの意識を盾にすることでデータ消去も実行させなくした。勇斗との対決では堕悪武者頑駄無を使用。落雷で得たエネルギーが無くなってきたことで弱体化してしまい、浩一たちも自由となり、彼らの友情パワーに支えられた勇斗に敗北する。消滅した直後、小角の手で復活させられ、彼の頼みを聞いて、魔神ガンダム ビッグアームを作り出す。小角に裏切られたことや勇斗たちの友情に触れて改心し、小角が操縦するビッグアームと刺し違えた。
細川
勇斗たちより年下の少年。その体型のせいで、「太川くん」と名前を間違えられる。勇斗とは3度に渡って対戦、1戦目では武者紅零斗丸でバトルを行うも敗北し、腹いせに自身のガンプラを壊す。2戦目は小角から貰ったガンダム ダーク･ヘルで勝利。3戦目は勇斗が作り上げた勇聖丸に敗北。プラモは自分で作ってこそ意味があることを知り、改心した。
綾香の父
綾香の父親。娘に見合いを勧めた際に、想い人が勇斗であることを知る。
忍火 弾毬
綾香配下の黒子隊員。クロコガンダムを操縦するが、自分で制作したのかは不明。
当初は名前・顔も覚えられていない一介の黒子だったが、綾香に真の愛の姿を説き婚約者となる。年齢は不明。
白鰹 孔明
蜀漢中チーム（蜀漢中模型同好会）の新人メンバー。軍師ガンダムを操縦。
｢勇斗四分の計｣で、戦わずして勇斗たちを倒そうとするも浩一の活躍により失敗する。いざ実戦に入ると、会長・龍木の威光をカサに着た態度と、ワンマンプレイで先輩メンバーから反感を買う。バトル後、蜀漢中チームを抜けるが、ガンマジン戦では救援に駆けつけた。
関野 美羽
蜀漢中チーム（蜀漢中模型同好会）のメンバー。姉御肌の女子学生。関帝ガンダムを操縦。
潮干 益徳
蜀漢中チーム（蜀漢中模型同好会）のメンバー。大柄な男子学生。張虎ガンダムを操縦。
龍木 ゲン
蜀漢中チーム（蜀漢中模型同好会）の会長。耳の大きな男子学生。漢王ガンダムを操縦。
孔明の献策での連戦連勝に溺れ、彼の言いなりになっていた。
柩 真也（ドクター柩）
長谷川指導員の大学時代の友人。ガンマジンの開発者。
大学時代は電子工学に携わっており、長谷川指導員に招かれてGタワーのスタッフになるが、HDIS（ヒューマンデータインプットシステム）で子供を苦しめたことから、長谷川指導員を怒らせてしまい、Gタワーを解任。その事を逆恨みし、長谷川指導員への復讐のためにガンマジンを製作し、捕らえた長谷川指導員の心を組み込んだ。長谷川指導員の後任を装ってGタワーの責任者として活動しながら、ガンマジンを育成し、「ガンちゃん育成日記」というタイトルの育成日記も付けていた。長谷川指導員がガンマジンから離反した後、自らがガンマジンと一体化し、各コンピュータを通じて世界を手中に収めようとするが、勇斗たちとの戦いで自らの過ちに気付き、改心。事件後、壊したガンダムを修復するためのガンダム巡礼の旅に出た。

## 本作に登場する主なガンプラ

### ゴッドハンズ編（主なガンプラ）
ベース機体は1/144Gガンダム系がメインとなっている。
シャイニングゴッドガンダム
勇斗機。1/144ゴッドガンダムを改造した機体。1/144、1/100ゴッドガンダムのコアファイターとBB戦士のシャイニングガンダムのパーツで作ったサポートメカのシャイニングゴッドバードを右腕と背中に合体させて完成。必殺技は、爆熱ゴッドフィンガーの強化版のシャイニングゴッドアタック。
会場に赴いている最中、怒門に壊されてしまったゴッドを改修して完成させた。怒門のマスターガンダムと対戦し、勝利。
なお、作中ではサポートメカに使用されているコアランダーは1/60と記載されている。
マスターガンダム
怒門機。1/100マスターガンダムを改造した機体。ティスタントクラッシャーのワイヤーをグレードアップセットの金属チェーンに換装し、ウイングシールドに粗目の紙ヤスリを貼り付けて防御力を強化。
グレートシャイニングガンダムを倒すが、シャイニングゴッドガンダムのシャイニングゴッドアタックに敗北。
グレートシャイニングガンダム
浩一機。1/144シャイニングガンダムをグレードアップセットで改造した機体。
勇斗が来るまでの時間稼ぎで怒門のマスターガンダムと交戦するが、一蹴されてしまう。
武者ゴッドガンダム
勇斗機。1/144ゴッドガンダムを改造した機体。店長の飛駆鳥大鋼をヒントに、武者飛駆鳥の翼を初めとしたパーツを使用。必殺技は空中から斬りかかる稲妻雷鳴斬。
弁慶ボルトガンダムと対戦し、勝利。
弁慶ボルトガンダム
有悟機。1/144ボルトガンダムを2本のグラビトンハンマーとΖガンダム 武器セットなどで改造した機体。パワー強化のために重りを入れている。
武者ゴッドガンダムと対戦。重量増加による動きの鈍さを突かれて敗北。
飛駆鳥大鋼
店長が勇斗に見せた改造機。機動武者大鋼に飛駆鳥大将軍のパーツを組み合わせた機体。武者ゴッドガンダムの参考になった。
スーパーライジングガンダム
勇斗機。1/144ライジングガンダムの右腕とコアランダーを1/144ゴッドガンダムのものに換装した機体。爆熱ゴッドフィンガーが使用可能となっている。背中の翼の上側二枚の内側にはメタルテープ、シールドの裏にはアルミホイルを貼り付けており、奇襲への対策を行なっている。
ガンダムデスシュピーゲルと対戦し、引き分けに終わるが、ハンデありの対戦だったことから実質的には敗北。
ガンダムデスシュピーゲル
ミスターシャッフル機。1/144ガンダムシュピーゲルを多数の武器で改造した機体。
スーパーライジングガンダムと対戦。爆熱ゴッドフィンガーで頭部を破壊される寸前、至近距離からのローゼスビットで引き分けに持ち込んだ。実は大量の重りが仕込まれており、勇斗に実力の差を見せ付けた。
スーパー號斗丸
勇斗機。武者號斗丸に飛天頑駄無超将軍のコアクラスターを改造したハイパーフェニックスを装備させた機体。
フェアリードラグーンと対戦し、途中で麻瑠主號斗丸に姿を変える。
麻瑠主號斗丸（マルスゴッドマル）
勇斗機。スーパー號斗丸の軽装モードにフェアリードラグーンのマルスギアを装着した機体。必殺技は麻瑠主ブーメラン。
フェアリードラグーン戦でスーパー號斗丸の鎧が魔龍ドラグーンの攻撃で破壊された際、フェアリードラグーンのマルスギアを装備するという機転により誕生。ドラグーンと隠し玉の聖竜騎士ゼロガンダムJrを倒した。
フェアリードラグーン
嶺院機。BB戦士の聖龍機マルスドラグーンを改造した機体。新世大将軍の翼などを装備している。隠し玉として、ちーびー戦士の聖竜騎士ゼロガンダムJrを搭載。
スーパー號斗丸とバーチャバトル初のBB戦士対決を展開。ミスターシャッフルの細工で巨大化も行う。スーパー號斗丸の熱火爆輪斬でマルスギアを破壊されながらも本体の龍機ドラグーンは無事であり、魔龍ドラグーンに変形して、スーパー號斗丸の鎧を破壊。勇斗の機転で誕生した麻瑠主號斗丸の麻瑠主ドラグーンのブーメランで魔龍ドラグーンも破壊され、最後の切り札であるゼロガンダムも読まれていた為、ブーメランで破壊された。
トリプルドラゴンガンダム
勇斗機。1/144ドラゴンガンダムを頑駄無白龍大帝と龍頑駄無で改造した機体。
コマンドマックスターと対戦するが、デビル大将軍の乱入により、三つ巴の戦いとなる。コマンドマックスターが戦闘不能にされた後、本機も窮地に陥るが、リアル號斗丸に乗り換える。
コマンドマックスター
地保出機。1/144ガンダムマックスターをΖガンダムやVガンダムの武器セットで改造した機体。コマンド系のブービートラップを駆使する。
トリプルドラゴンガンダムと対戦し、追い詰めていくが、乱入してきたデビル大将軍に倒される。
リアル號斗丸
勇斗機。1/144ゴッドガンダムを武者號斗丸などで改造した機体。サポートメカに目牙守羽多（メガシューター）がある(戦闘には未使用で、決着後に乗り物として使用した)。必殺技は爆熱天翔ゴッドフィンガー。
勇斗はコマンドマックスターとの対戦直前までトリプルドラゴンガンダムとリアル號斗丸のどちらを使用するか悩んだ末、トリプルドラゴンを選択するが、乱入してきたデビル大将軍に対して、浩一たちが送ってきてくれたリアル號斗丸でデビル大将軍と交戦し、勝利。
デビル大将軍
怒門機。1/144デビルガンダムを飛駆鳥大将軍で改造した機体。必殺技はビーム技の天上天下唯我独尊。
ミスターシャッフルのシミュレーターにより正体を隠したまま、トリプルドラゴンガンダムとコマンドマックスターの戦いに介入。コマンドマックスターを倒し、トリプルドラゴンも追い詰めた。リアル號斗丸との対戦において、爆熱天翔ゴッドフィンガーで倒された。

### ジャパンカップ編（主なガンプラ）
ベース機体は1/144Wガンダム系や1/144Gガンダム系のものがメインだが1/100やBB戦士のリアルSDもある。
ファルコンガンダム
勇斗機。長谷川指導員から送られてきた1/144ウイングガンダムを隼頑駄無などで改造した機体。必殺技はファルコンキック。
なまはげボルトガンダムと対戦し、勝利。
なまはげボルトガンダム
嵐機。1/144ボルトガンダムを千力頑駄無などで改造した機体。必殺技は鬼殺し。
ファルコンガンダムと対戦し、敗北。
なお、勇斗からは「わかはげガンダム」と間違われ続けた。
サンダーボルトガンダム
勇斗機。1/144ウイングガンダムを「雷」をキーワードに改造した機体。攻撃力を重視している。必殺技はライトニングインパルスとライトニングブレーク。
舞子ガンダムと対戦し、勝利。
名称にはブレがあり、カラーページでは「サンダーボルトガンダム 」、作中などでは「サンダーウイングガンダム 」となっている。
舞子ガンダム
綾香機。1/144ライジングガンダムを1/144ガンダムローズなどで改造した機体。
サンダーボルトガンダムと対戦。オビランダーで変形を封じることでライトニングインパルスを使えなくするが、ライトニングブレークで敗北。
タイフーンガンダム
勇斗機。1/144ウイングガンダムを「風(が吹いて見えた嶺院のパンツ)」をキーワードに改造した機体。機動力を重視している。必殺技はストリームイリュージョン。
オオヅツガンダムと対戦し、勝利。
オオヅツガンダム
大郷機。機動武者大鋼をVガンダム武器セットなどで改造した機体。サポートメカに武威丸をスターガンダムGP01Jr.のパーツで改造したブイワンがある。本体にはハイパーオオヅツが入っている。
タイフーンガンダムと対戦。ストリームイリュージョンを受けて敗北。
バーニングガンダム
勇斗機。1/144ウイングガンダムを「炎」をキーワードに1/100ガンダムシルエットフォーミュラF91改のパーツなどを使い改造した機体。バードモードへの変形の代わりに火力を強化している。必殺技はフレイムバスター。
ブラックドラゴンガンダムと対戦し、かく乱戦法に翻弄されて、エネルギーを無駄に消費した末、ショットランサーからのビーム攻撃を受けて敗北。
ブラックドラゴンガンダム
小角機。1/144シェンロンガンダムを2個使いドラゴンハングを両肩に装備し、1/144ジャベリンなどで改造した機体。ショットランサー（劇中ではビーム兵器になっている）で射撃能力も強化。ボディに仕込んだドライアイスにより霧を発生させ、2匹の龍によるかく乱戦法を得意とする。
バーニングガンダムと対戦。かく乱戦法でエネルギーを消耗させた末に勝利。
Xウイングガンダム
勇斗機。1/100ウイングガンダムに1/144ウイングガンダムのバックパックを腰に装着した機体。モビルスーツ・バードモード・ホバーモード・戦闘機モードの4形態を持つ。必殺技はXウイングアタック、爆熱レインボーフィンガー。
敗者復活バトルロイヤルでウエスタンガンダムとデビル天鎧王を退けて勝ち残る。
ウエスタンガンダム
半田機。1/100ガンダムマックスターを武者真紅主などでガンマン風に改造した機体。ギガンティックマグナムに真紅主の銃を付けたトリプルマグナムを2丁装備している。
敗者復活バトルロイヤルで瞬く間に他の機体を破壊していったが、Xウイングガンダムに敗北。
デビル天鎧王
デビルズヘッドリーダー機。機動武神天鎧王に1/144デビルガンダムの上半身をつけた機体。
半田のシミュレーターを介して、敗者復活バトルロイヤルに介入。ゾンビコントロールで破壊されたガンダムたちを操り、Xウイングガンダムを襲わせるが、彼らの思いを受け取ったXウイングの爆熱レインボーフィンガーを受けて敗北。
ガンダム
京極機。マスターグレード ガンダムのノーマル仕様。
敗者復活バトルロイヤルに参加。Xウイングガンダムと共に、ウエスタンガンダムやデビル天鎧王の攻撃から生き延びるが、バトルロイヤル終了後、京極が姿を暗ました為、ベスト8には出場しなかった。
ガイアガンダム
有悟機。1/144ウイングガンダムを「大地」をキーワードに改造した機体。バーニングガンダム同様バードモードへの変形機構はないが、パワー重視の剣術を用いる。サポートメカのウイングバードは剣に合体することでガイアブレードになる。
ソードガンダムゼロと対戦。ゾンビコントロールで動きが鈍ったところを攻撃されて敗北。
ソードガンダムゼロ
鬼頭機。1/144ウイングガンダムゼロを武零斗頑駄無や羽荒斗頑駄無などで改造した機体。様々な剣を駆使する。
ガイアガンダムと対戦し、最後は降参のふりをしてゾンビコントロールを浴びせて勝利。
ドラグーンガンダムゼロ
勇斗機。1/144ウイングガンダムゼロをマルスドラグーンなどで改造した機体。バードモードとドラゴンモードにも変形できる。必殺技はドラゴントルネードファイヤー。
ブラック四頭龍ガンダムと対戦し、勝利。
リアルタイプのガンダムでは勇斗の最後の改造機。
ブラック四頭龍ガンダム
小角機。1/144アルトロンガンダムに変更したブラックドラゴンガンダム後継機。ドラゴンハングを両肩にも装備し、4匹の龍によるかく乱を行う。翼も1/144マスターガンダムのものから1/144ガンダムエピオンのものに変更。
ドラグーンガンダムゼロと対戦。強化はしたものの戦法は変わり映えせず、かく乱を破られた上、お株を奪うようなドラゴンハング攻撃もされ、最終的にはドラゴントルネードファイヤーを受けて敗北。
鉄機武者爆進丸
勇斗機。鉄機武者爆進丸のノーマル仕様。
長谷川指導員が企画したガンプラであったことから勇斗は長谷川指導員の期待に応えるためにも本機を用いて、決勝戦に臨み、ガンダムダブルウイングと対戦。暴走させられた鬼頭を鎮めたことで引き分けとなるが、実質的には勇斗の勝利となった。
ガンダムダブルウイング
鬼頭機。1/144ウイングガンダムゼロを1/144ウイングガンダムなどで改造した機体。劇中では使われなかったが、上下が分離して、それぞれがバードモードに変形できる。
鉄機武者爆進丸と対戦。小角が発動させたバーサーカーモードで暴走するが、爆進丸金剛形態のパンチで鬼頭が正気に戻ったことで、引き分けとなる。

### Gタワー編（主なガンプラ）
この時期は勇斗はムシャガンダムシン＆ガイをメイン機としている為、ゲストが改造機を使うことが多い。
新世爆進丸
勇斗機。ジャパンカップ決勝戦で使用した鉄機武者爆進丸に新世大将軍の大砲を装備した機体。火力が向上したが、機動性は低下している。金剛形態にも変形可能だが劇中では使用しなかった。
白い魔王とのRPGバトルを展開。目的地に辿り着くまでの間、CPUトーラスとの連戦や地形の罠で消耗した為、白い魔王に苦戦するが、オメガバスターで勢いを付けたパンチで白い魔王を破り、勝者の証である宝玉を入手する。
白い魔王
三沢機。1/144ボルトガンダムを1/100デナン・ゾンなどを用いて改造した機体。白い魔王の名の通り、全身が白く塗られている。必殺技はデナン・ゾンの肩アーマーをグローブとして放つ｢スーパーマグナムパンチ｣。
新世爆進丸とのRPGバトルを展開。無傷のまま目的地に辿り着くが、オメガバスターで勢いを付けた新世爆進丸とのパンチ対決に負け、宝玉も新世爆進丸が入手する。
皇龍頑駄無
勇斗機。雷龍頑駄無を頑駄無白龍大帝と1/144アルトロンガンダムで改造した機体。後ろから見ると、背中に5匹の龍を背負っているように見える。ブラックドラゴンガンダム同様に2匹を使ってのかく乱戦法を行う。
ガンダムパワーアームズと対戦し、勝利する。
ガンダムパワーアームズ
五龍機。1/144ガンダムヘビーアームズを改造した機体。持ち前の銃火器を増加し、増加装甲はパージすることが可能。本作ではほぼ唯一の（作例が存在する）セミスクラッチ作品となる。
皇龍頑駄無と対戦。皇龍のかく乱戦法に対して、障害物を全て破壊したことで、かく乱を封じ、優位に立つ。プラリーガーハートにより防御力が高まった皇龍にダメージを与えられなくなったことから最後の手段として装甲をパージしてナイフによる格闘戦を行うが、すれ違いざまに斬られて敗北。
爆進鋼丸
勇斗機。鉄機武者爆進丸を素体に鉄機武者鋼丸を組み合わせた兄弟融合機体。作例は存在しない。
Gタワー開店記念の「君も勇斗に挑戦」イベントにおいて制作するが、参加者の1人である浩一を侮って適当に作った為、両機の特徴が活かされておらず、浩一の武神天零王に完敗。バトル後、長谷川指導員に叱られたショックから勇斗の手で壊された。
武神天零王
浩一機。輝羅鋼形態の天零頑駄無に超機動大将軍の輝羅鋼の翼・天空鳳凰翼を装備し、鉄機武者鋼丸の四肢で改造した機体。天零の説明書どおりに鳳凰翼を輝羅鋼形態に装備する際は輝羅鋼形態のパーツの一部を外さなければいけないが、浩一は嶺院がポスターを別の所に張り替えたのをヒントに、別の部分に鳳凰翼を装備したことで問題を解消した。鋼丸の四肢についてはランナーを用いることで装備。必殺技は「必殺輝羅鋼　閃空斬」。
爆進鋼丸と対戦。相手が中途半端な出来だったことから圧勝した。
天牙頑駄無
勇斗機。獣破頑駄無の軽装タイプに砕牙頑駄無と天零頑駄無の鎧を装備した機体。鎧装備時は砕虎導牙モードとガンダムモードの2つの形態を使い分け、軽装モード時は白虎丸形態にも変形。
浩一戦での敗北のショックから寝込んでいた勇斗への見舞いとして浩一たちが買ってきた3機を組み上げて完成させ、ヤマタノオロチガンダムとのバトルに臨み、鎧を破壊された後は、浩一の1/144ガンダムXのサテライトキャノンを装備して、勝利を手にした。
ヤマタノオロチガンダム
クラッシャーD機。1/144デビルガンダムに1/144アルトロンガンダムのドラゴンハングやBB戦士のパーツを組みこんで改造した機体。
Gタワー本店で暴れまわり、長谷川指導員と奥田教授に勝利し、浩一のガンダムXも追い詰めるが、サテライトキャノンを得た天牙頑駄無に敗北する。
ガンダムX
浩一機。1/144ガンダムXのノーマル仕様。
ヤマタノオロチガンダムと対戦。圧倒的に打ちのめされるも、救援に現れた天牙頑駄無にサテライトキャノンを託し、ヤマタノオロチに勝利する。
ムシャガンダムシン（試作型）
勇斗機。長谷川指導員から譲ってもらった試作型のムシャガンダムシン。目のシール関係なしに別形態のムシャガンダムコウとムシャガンダムダンにすることが出来る。ガンダムマーカーで塗装してからは装甲の強度が上がった。
不破のガンダムレオパルド戦で初陣を飾る。制式版はヒロシや有悟が使用した。なお、コウが使われたのは、不破との初戦のみで、ダンは浦見の首なしΖガンダム戦で再度使用された。
ガンダムレオパルド
不破機。1/144ガンダムレオパルドのノーマル仕様。不破に雇われたモデラーが制作した。
ムシャガンダムシン（試作型）と対戦。不破はレディが入手した情報から防御力の低いシンを高火力で瞬殺しようとしたが、試作型ゆえに変形機能までは明らかになっていなかった為、ムシャガンダムコウに変形して防御力を高めたシンには通用しなかった。その上、本機は不破自身が制作した機体でなかったことから思い通りに動かせなくなり、防御力で乗り切ろうとするが、ムシャガンダムダンに変形して攻撃力を高めたシンの射撃の前に敗北する。後日、不破は自分の手で制作してきたレオパルドで勇斗に再挑戦してきた。
ガンダムクラーケン
磯野機。1/144ガンダムアシュタロンを魔星大将軍などで改造した機体。水中戦を得意としている。
改造はしているが「塗装なんてチャラチャラしたやつがすること」と発言してとり、色分けは付属のシールを貼っただけ。
ムシャガンダムシン（試作型）と対戦。
スキャナーが水で満たされる特殊型のシミュレーターでの戦いの最中、水で装甲(シール)が剥がれてしまい浸水。水圧で機体が破損し戦闘不能になった。
首なしゼータガンダム
浦見機。1/144（旧キット）Ζガンダムを同じく旧キットの1/144ギャプランなどのパーツで改造した機体。頭部を紛失してしまったことから「首なし」で呼ばれるようになった。
ムシャガンダムシン（試作型）と対戦。幽霊ゆえにHPは0で、破損しても再生する。攻撃力の高いダンの射撃でも倒れなかったが浦見の未練を察した勇斗たちの手でMGのΖガンダムの頭部を加工して取り付けたられたことで首なしではなくなり、10年越しに完成。天使の翼を展開し、浦見と共に成仏した。
ムシャガンダム豪
磯野機。ムシャガンダムシンを1/144ガンダムアシュタロンで改造した機体。腕をアトミックシザースに換装している。
Gタワー運動会で使用され、玉拾いで大活躍した。
ムシャガンダム斬
五龍機。ムシャガンダムシンを1/144ガンダムヴァサーゴの翼と腕を使って改造した機体。ヴァサーゴの腕は足に用いられている。
Gタワー運動会で使用されたが、シルエット状でしか描かれなかった。
ムシャガンダムゲキ
勇斗機。ムシャガンダムシンを雷龍頑駄無と獣破頑駄無で改造した機体。龍形態に変形できる。必殺技は｢竜牙 雷撃波｣。作例は無し。
棚橋のザクに勝利し、ガンダム三魔団にも勝利した。
デスエックス
コウタ機。Xコレクションのガンダムエックスを頑駄無闇元帥のパーツで改造した機体。空中からの司令役を担当。
ムシャガンダムゲキと対戦。エビルマスター、ファランクスとの連携でゲキを追い詰め、とどめを刺そうとするが、棚橋の言いなりになる迷いから隙が生じ、仲間たちと共に竜牙 雷撃波を受けて敗北。
エビルマスター
クミ機。XコレクションのガンダムエアマスターをXコレクションのガンダムヴァサーゴとガンダムアシュタロン、羅将 天国途のパーツで改造した機体。陽動を担当し、素早さと格闘能力を重視しているが、バックパックを盾としても使用できることから防御力も高い。
ファランクス
シゲル機。XコレクションのガンダムレオパルドをXコレクションのドートレスとジェニス、ムシャガンダムシンのパーツで改造した機体。攻撃力に特化しており、後方からの射撃を担当。
ムシャガンダムガイ（試作型）
勇斗機。長谷川指導員から貰った試作型のムシャガンダムガイ。角飾りが決まっていなかった為、エネルギーポイントも低めだったが、不破から「その辺にある角を付ければ良いだろ」と告げられ、二代目頑駄無大将軍の角を付けたら、エネルギーポイントも大幅に上昇した。大旋鬼頑駄無戦では頭部側面のドリルを地面に突き刺した状態から回転しての蹴り技「ローリングドリルキック」を使用。
不破のムシャガンダムエン戦で初陣を飾る。有悟の戦闘刃丸と細川のダークヘルには敗北。
ムシャガンダムエン
不破機。ムシャガンダムシンを頑駄無轟炎王で改造した機体。
ムシャガンダムガイ（試作型）と対戦。つっこみドリルからの攻撃で敗北。なお、ガイ戦以前のGタワー運動会でも使用されたが、ガイ戦のとは別の仕様だった模様。
大旋鬼頑駄無
椎上機。大旋鬼頑駄無のノーマル仕様。
ムシャガンダムガイ（試作型）と対戦。旋風六角独楽の効果による雷と爆でガイにダメージを与えるも、3発目はガイが独楽を弾き飛ばしてしまったことからか無が出て失敗し、ガイの反撃で独楽を破壊されてしまう。最後の手段として、突撃大回転旋風弾を旋風六角独楽なしで放つも、ガイのローリングドリルキックで敗北する。
戦闘刃丸
有悟機。武者紅零斗丸の兜を戦刃丸の面に闘刃丸の角飾りを合わせたものへ変更した機体。必殺技は烈双輝で相手を上空に投げ飛ばし、追撃からの烈龍刀で切り裂く｢真空昇龍覇｣
ムシャガンダムガイ（試作型）相手に初陣を飾り、勝利。ムシャガンダムシン（ヒロシ機）とも対戦するが、相手に勝たせるために烈龍刀にヒビを入れた状態で戦い、真空昇龍覇を破られた後、ムシャガンダムシン 真空斬りを受けて敗北。
ムシャガンダム真鎧
勇斗機。ムシャガンダムシンとムシャガンダムガイを組み合わせた機体。勇斗がテスト勉強の際に、眠気覚ましとして製作。バーチャバトルには使用されず。劇中では勇斗の最後の改造ガンプラ。
堕悪武者頑駄無
ダーク勇斗機。撃鋼形態の撃流破頑駄無を中心に、爆流頑駄無の爆空刃、鉄機武者真星勢多の鉄斬刀・鉄扇刀・獣鉄の鎧で改造した機体。劇中最後の改造ガンプラ。
ムシャガンダムガイ（試作型）と対戦。ダーク曰く｢最強のガンダム｣の呼び名は伊達ではなく、勇斗を圧倒するが、ダークがエネルギー切れを起こした為、弱体化。最終的には、ガイのつっこみドリルを受けて敗北する。ダーク勇斗が小角の案内でダークGタワーに赴いている間、勇斗たちの手で修復された。小角の裏切り後、ダーク勇斗が再び乗り込み、ガイと共に魔神ガンダムダークヘルと交戦。ダークヘルを倒すために自爆した。

## 本作に登場するオリジナルガンダム
ダーク勇斗の事件以降に登場する本作オリジナルガンダム。
勇聖丸
勇斗機。シンプルな機体（塗装もはみ出してて、仕上げも雑）だが、それゆえに汎用性が高い。プラリーガーハートを高めると額に「勇」の文字が浮かび上がる。武器は背中にビームサーベルを2本装備しており、必殺技は右拳から放つパンチ技の｢勇聖拳｣ミカクイーン、マッスルシリンダー、GK-1の協力を得ることで4体同時に放つ「合体勇聖拳」も使用可能。
ムシャガンダムガイ（試作型）がガンダムダークヘルに敗れた後、仲間たちの助力を得た勇斗がダークの想いも込めて制作。初陣であるダークヘル戦では真星勢多の鉄斬刀も用いたが、使いこなせなかったことやビームサーベルと勇聖拳だけでも戦えることを知ったことから、以降のバトルでは追加装備を使うことはなかった。
既存のBB戦士の組み替え＋塗り替え程度の改造による作例も行われたが、あまり似ているとは言い難い。
サディスティックミカクイーン
嶺院機。武器はビームサーベルの鞭版の「クイーンウィップ」と腕に内蔵している針山。必殺技は針山を用いたベアハッグ「アイアンメイデンホールド」クイーンウィップを用いた「ミカクイーン・薔薇の舞」勇聖丸戦では重装備タイプを用いた。
ミコさんガンダム戦で初陣を飾る。
マッスルシリンダー
有悟機。パワーと装甲に特化している。連続パンチ「マッスルラッシュ」や十六文キック「ビッグフットキック」を繰り出す。
蜀漢中チーム戦で初陣を飾る。
GK-1
浩一機。スピードと機動性に特化している。武器は頭部の2門の「バルカン砲」頭部にはハッキング用のケーブルも内蔵されている。
蜀漢中チーム戦で初陣を飾る。
ウイルスガンダム
小角機。戦闘用ではなくハッキングを目的としている。
ダーク勇斗事件で初めて用いられ、ガンマジンとの最終決戦では柩のセキュリティをかいくぐり、プラリーガーたちを誘導した。
魔神ガンダム ビッグアーム
小角機。元はダーク勇斗が作り上げて操縦していたが、小角に奪われた。プラモではなくデータだけの存在。
ムシャガンダムガイ（試作型）、堕悪武者頑駄無のタッグと対戦。圧倒するが、堕悪武者の特攻により消滅した。
ガンダム ダーク・ヘル
細川機。ダーク勇斗の技術を使い小角が作り上げたもの。魔神ガンダム ビッグアーム同様にデータだけの存在。必殺技は雷攻撃の「ダーク・ヘル・サンダー」。
ムシャガンダムガイ（試作型）相手に初陣を飾り、勝利。勇聖丸戦では勇聖拳を受けて敗北した。
ミコさんガンダム
綾香機。武器は御幣。御札を使って「火焔符呪」、「北方釈迦水柱」、「流星掌決」を駆使するが、実は多数のクロコガンダムによるマヤカシ。
サディスティックミカクイーンとのバトルではマヤカシで優位に立っていたが、マヤカシが発覚した後は自身の力だけでバトルを続行。ミカクイーンの懐に飛び込んで腹部を貫くも、それはミカクイーンの戦略であり、アイアンメイデンホールドを受けて敗北した。その後、ガンマジンとの最終決戦にも参加。
クロコガンダム
黒子隊機。ミコさんガンダムを陰でサポートしていた。
軍師ガンダム
孔明機。羽根扇を手にした軍師用機体。桃園漢龍頑駄無に合体する際は頭部を担当。
ガンマジン戦でも軍師を務めた。
漢王頑駄無
龍木機。指揮官機を務める。桃園漢龍頑駄無に合体する際は胴体・首部分を担当。
関帝頑駄無
関野機。素早さに優れる。武器は薙刀。桃園漢龍頑駄無に合体する際は胴体・首部分を担当。
勇斗チームとのバトルではGK-1との一対一も展開。
張虎頑駄無
潮千機。怪力と巨体の持ち主。桃園漢龍頑駄無に合体する際は胴体・首部分を担当。
勇斗チームとのバトルではマッスルシリンダーとの一対一も展開。
桃園漢龍
蜀漢中チームのガンダムが合体した機体。孔明だけが動かしているが、龍木の手で合体解除を行うことも可能。孔明は密かに各機体に強制合体コントロール装置も組み込んでいた。必殺技は火炎放射の「漢龍的強火」と光線技の「満漢全席光線」。
勇斗チームを追い詰めるも孔明のやり方に我慢できなくなった龍木の手で合体を解除される。孔明の強制合体により再び現れるが、仲間たちとの繋がりが途切れた攻撃は勇斗チームには通用せず、合体勇聖拳を受けて敗北。
ガンダムロード
不破機。フェンシングを用いる。必殺技は突き技の「迅雷心中突」。
勇聖丸戦で初陣を飾るも、迅雷心中突を左腕で受け止めてのカウンターによる勇聖拳を受けて敗北。バトル終了後、不破が離れた後、柩の研究室に送られて、ガンマジンに食われる。なお、不破は柩の跡を付けていったことで、ガンマジンによる捕食を目撃した。
ガンダムロードII世
不破機。ガンダムロードの後継機でボディに「II」が描かれている。
ガンマジンとの最終決戦で初陣を飾る。
黒龍ガンダム
怒門機。勇聖丸とほぼ同型。必殺技は黒い龍を纏った「黒龍拳」。
ガンマジンとの最終決戦で初陣を飾り、最終形態のガンマジンに初めてダメージを与えた。
後に『武者番長風雲録』で同名のガンダムが出るが関連性は無い。
ナマハゲガンダムMK-2、ゴブリンガンダム、ニンキョウガンダム、潮風ガンダム、ミスターマーメイド、トリオ・ザ・ガンダム、死神ガンダム
北野機、鬼頭機、五龍機、磯野機、中島機、ガンダム三魔団機、椎上機
いずれもガンマジンに苦戦する勇斗の助っ人に参戦した。
ガンマジン
柩が作り上げた電子生命体にして究極のガンダム。ガンプラを餌にして育ち、柩が主任になってからのバトルで敗北した機体は、餌として「有効利用」されていった。長谷川指導員の心をHDISを使って組み込んで誕生し、幼体時は虫のような姿で、脱皮後の人型形態はSDサイズ、完成体はリアルサイズになった。額には中枢神経がある。長谷川指導員がガンマジンの支配から脱した後は、柩が心身ともに一体化したことで鎧や武器を装備した最終形態になる。人型形態時に勇聖丸の右腕を捕食したことで完成体時は黒いオーラを纏った拳から放つ「頑魔拳」の使用が可能となり、身体全体から放出する「大頑魔拳」は勇聖丸以外の勇斗チーム3機を纏めて吹き飛ばした。最終形態時は大頑魔拳と同じモーションで放つ「超頑魔拳」や両腕を上げた状態から放つ「ファイナル頑魔拳」、背中に携行している「ガンマブレード」、頭部側面に備えた二門の「マジンバルカン」、鎖鉄球の「マジンハンマー」を用いた。
勇斗チームを戦闘不能に追い込み、助っ人たちも蹴散らしていくが、戦いの中で究極のガンダムに進化していった彼らの猛攻に押され始める。柩が離れた後は本能のままガンダムを吸収する暴走体と化すが、多くのプラリーガーハートを結集した勇聖丸の勇聖拳を受けて倒された。

## 作中設定・用語
バーチャバトル
バトルシミュレーターを用いてガンプラ同士をバーチャル空間で戦わせるバトルシステム。ジュエルシールやメタルテープを武装に貼り付けることで威力を高めることも可能。基本的には戦闘主体だが、指定されたアイテムを入手するRPGバトルや大運動会も行われた。
バトルシミュレーター
バーチャバトル用のコクピット。ガンプラとプラリーガーのデータディスクを組み込むことでバーチャル空間にガンプラを出現させる。初期型はヘッドレシーバーを着用し、ゲーム機に用いられているコントローラーで動かされた。ジャパンカップ以降はコントローラーは操縦桿を模したものとなり、ヘッドレシーバーのデザインも変更された。Gタワー開店1周年の際、バーチャシューズ、バーチャグローブ、バーチャベスト、バーチャメットを纏うことで、パイロット自身もバーチャル世界を体感できるようになり、機体の外に出ることも可能となった。柩就任後は機体のダメージをパイロットに反映するバーチャスーツも配備された。
ジャパンカップ
プラリーガーの覇者を決める全国大会。ジャパンカップ95はプラリーガーシャッフル同盟の後継者を決めるか否かを確かめるための大会でもあった。
プラリーガーシャッフル同盟
日本プラリーガー界の全ての事項に関する決定権を持つ5人グループ。ゴッドハンズやデビルズヘッドは後継者の地位を狙っていた。
ゴッドハンズ
怒門が結成したチーム。プラリーガーシャッフル同盟の地位を狙っていたが、敗北や内乱により、チームは消滅した。
デビルズヘッド
ジャパンカップ95に出場した同盟。ゴッドハンズ同様に、プラリーガーシャッフル同盟の地位を狙っている。パソコン通信を介して結成され、メンバーは互いの顔を知らずにいた。内乱により消滅。
蜀漢中連合
三国志の蜀の国のようなチーム。無名だったが、軍師を迎え入れてからは、Gタワー各店を制覇していった。
白馬屋
勇斗の行きつけの模型店。後にGタワー1号店として生まれ変わった。
Gタワー
バトルシミュレーターも配備したプラモアミューズメントセンター。1号店は白馬屋を回想する形で建設された。開店記念時はジャパンカップチャンプの勇斗に挑戦するイベントが開催され、開店1周年記念のイベントでは第3のバトルシミュレーターとCPU勇斗が開発された。
Gフロント
海沿いに建設されたGタワー。サイズはGタワーより小さいものの、水着着用のままでも入店が可能だったり、滝をスクリーンの代わりにしてたりと地域にあわせた趣向が凝らされている。